# Модний аксесуар
Аксесуар — (фр. accessoire — дрібна деталь, доповнення до будь-якого предмету).
Аксесуари одягу — всі предмети, що доповнюють одяг, але ним не є.
До аксесуарів одягу, зокрема, відносяться хустки, рукавички, віяла, парасолі, біжутерія, кульчики й т.ін.

## Історія
Багато тисячоліть тому на нашій землі жили первісні люди. Їх життя було сповнене небезпек і для того, щоб вижити їм доводилося об'єднуватися в племена і ховатися в печерах. Враховуючи те, що мовний апарат у них був практично не розвинений, вони передавали інформацію за допомогою звуків, жестів і наскельних малюнків. Дуже часто на них зображувалися танцюючі навколо багаття люди, а поруч з ними лежала їх жертва, із залишків якої вони виготовляли амулети. За легендами вважалося, що подібні аксесуари приносили удачу і допомагали в полюванні. Лише через час їх почали використовувати, як прикраси.

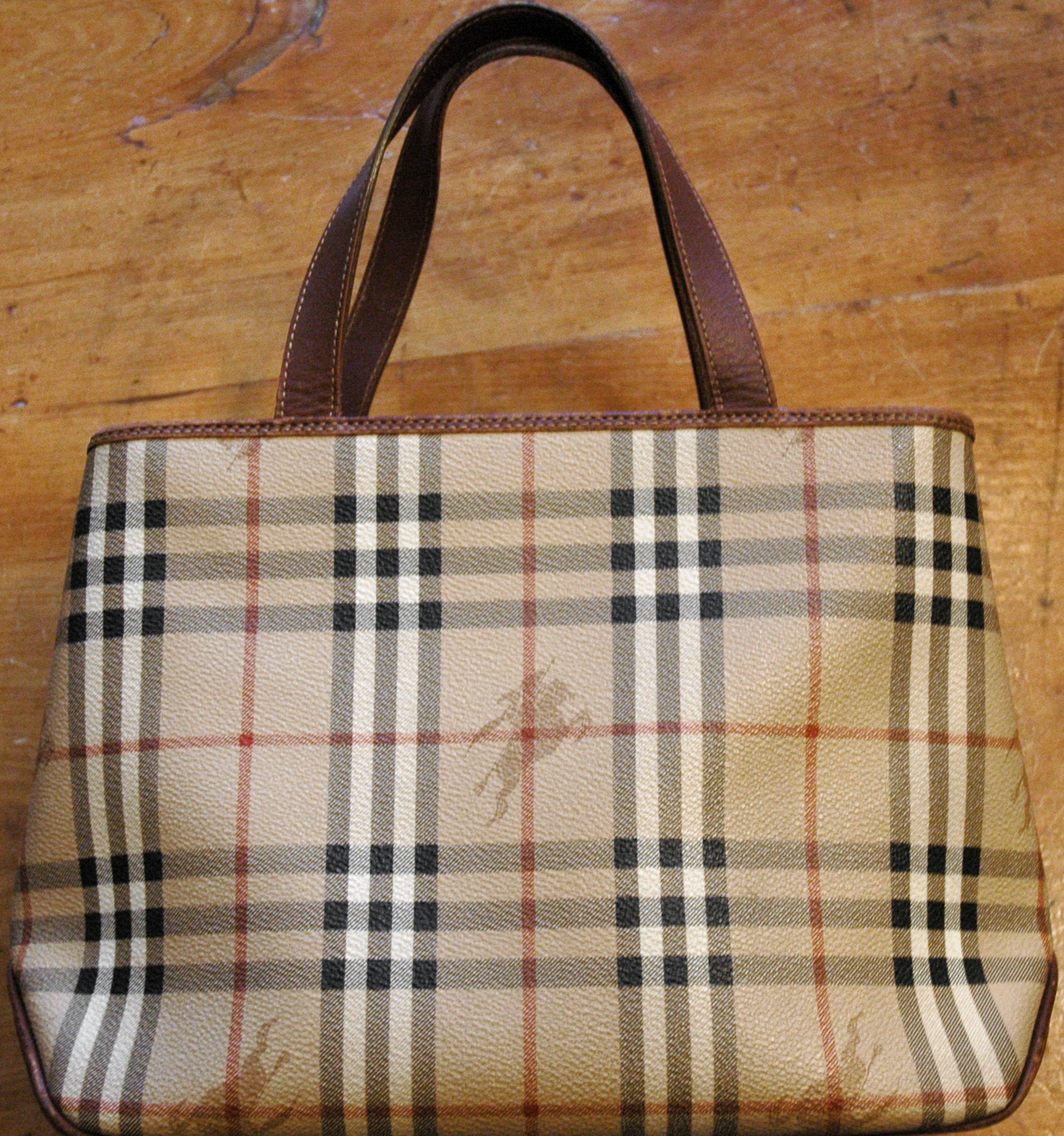
Ручна жіноча сумочка — типовий аксесуар

Найдавніша прикраса була виготовлена з морських черевоногі молюски, вони були замість намиста. Ця знахідка була знайдена в 2006 році. За допомогою аналізу було встановлено те, що виріб пролежав у землі приблизно 100 тис.років.
Розкішні птахи також стали надихати людей своїм яскравим забарвленням і красою. З часом, люди стали використовувати для декорування пір'я. Їх вплітали у волосся, намисто та інші прикраси. Таким чином, печерні люди (споконвічно чоловіки) намагалися сподобатися жінкам.

## Виникнення аксесуарів

### Парасолька

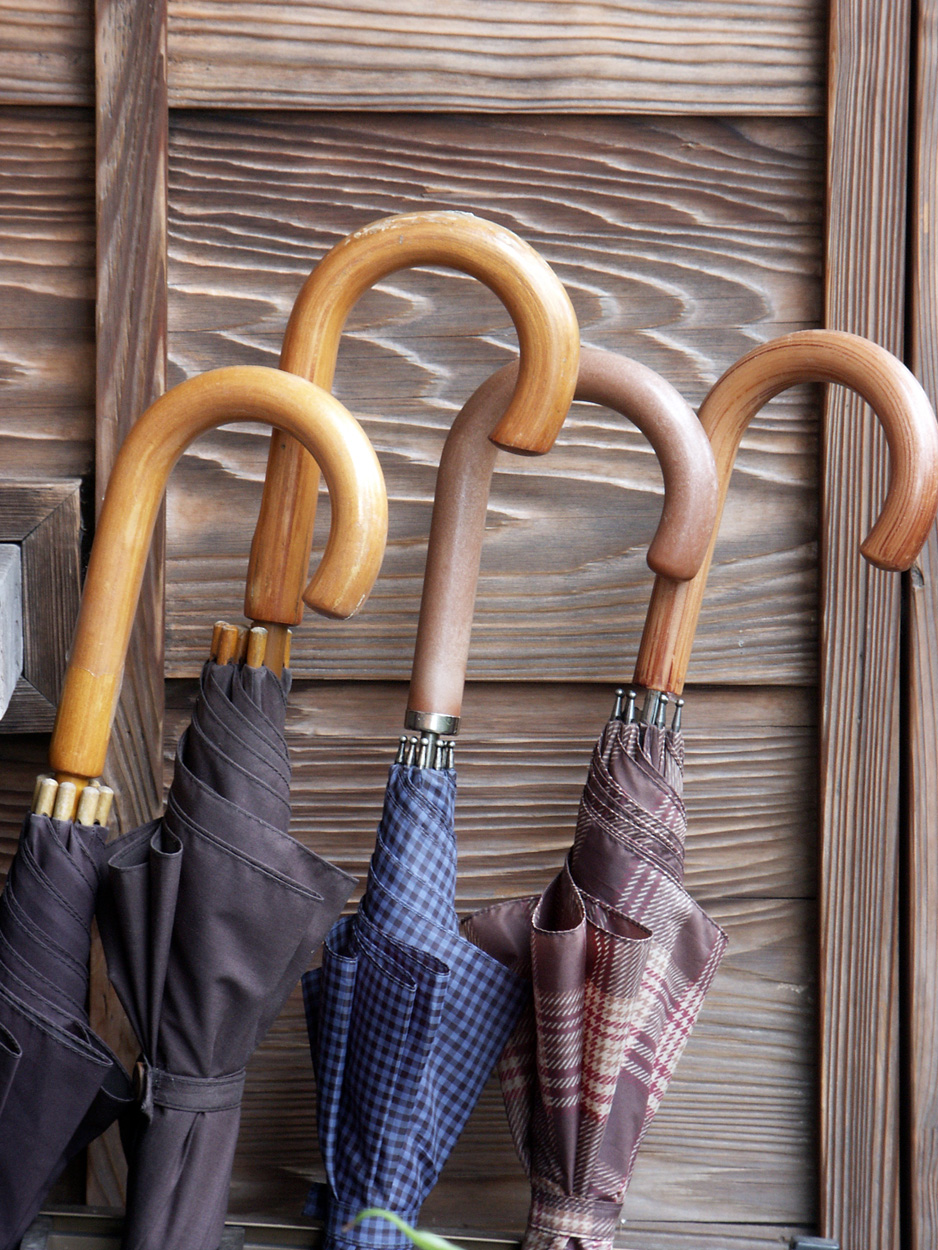
Ручки складених парасольок

Першим призначенням парасолі був захист від сонячних променів. Батьківщиною парасольки можна вважати Китай, Єгипет чи Індію, де вона була привілеєм царів та вельмож — символом багатства, влади та духовної величі . Саме XI ст. датується час винаходу парасольки. Потім зі Сходу вони перекочували в Давня Греція, потім в Рим, де ними користувалися жінки. У Середні віки використання парасольки практично припинилося. У Західній Європі парасолька знову з'явилася в XVII ст., спочатку в Італії, потім у Франції під назвою «парасоль», як своєрідний захист від променів сонця. А як укриття від дощу парасольку вперше застосували в Англії у XVIII ст. За весь цей час форма парасольки не значно змінилася, вона стала лише трохи легшою. А у XX ст. в США з'явились складні парасольки. В цей же час почали робити кольорові дамські парасольки.
Людство безупинно удосконалює парасольки, роблячи їх більш красивими та зручними. Існує багато різновидів парасольок. Над створенням нових моделей працюють не тільки дизайнери, а й інженери. Парасольки, завдяки простій конструкції стають дуже популярними. Вони не тільки красиві та зручні, а ще мають особливий шик, демонструючи смак, елегантність та чудовий настрій власника. 

### Панчохи
Панчохи виникли близько двох тисяч років тому, і перші згадки про них знайдемо у Візантії. Але археологічні розкопки доводять, що найперші панчохи з'явилися ще в 4 ст. до н. е. Барельєфи із зображеннями чоловіків у панчохах були знайдені на території Давньої Греції та Персії. У ті далекі часи панчохи в'язали з тонкої шерсті. Цей предмет гардеробу був виключно чоловічим. Кольорові і різнокольорові, вовняні і шовкові — цей аксесуар довгий час в'язали на спицях. Згодом це мистецтво було втрачене і відновилося лише в 13-14 ст.  Тоді оксамитові, шовкові та вовняні панчохи носили модні кавалери при дворах французького та іспанського королів. Жінка вперше одягла панчохи лише у XVIII ст. Кажуть, що це була фаворитка Людовика XV маркіза де Помпадур. Вона була для придворних дам чимось на зразок ікони стилю, тому її приклад відразу ж наслідували усі захоплені модниці. 
У другій половині XIX ст. чоловіки почали носити довгі штани і значення панчіх для них втратилося. А ось жіночі спідниці вперто потяглися вгору. Щоб надати панчохам більшої витонченості, їх почали прикрашати ажурна вишивка, бісером та малюнками. 
Під час правління Єлизавети I, королеви Англії, був сконструйований в'язальний верстат. Так почалась історія панчішної промисловості. Після Перша світова війна у моду ввійшли панчохи найяскравіших кольорів, а також моделі тілесних відтінків. В 30-х роках XX ст. на американському концерні DuPont був винайдений нейлон. І в моду ввійшли нейлонові панчохи. А коли в моду ввійшли мініспідниці, панчохи перетворились в колготки. Панчохи та колготки — це ті аксесуари, які були завойовані жінками у чоловіків назавжди.

### Чоловічий шарф[2]
Чоловічому шарфа близько 2200 років. Чоловічий шарф носили великі воїни, державні мужі, художники та інші митці. Розглядаючи його еволюцію можна виявити, що цей аксесуар, який є всього лише шматком тканини, який зав'язується на шиї, має довгу історію, яка починається ще в Стародавньому Китаї.
Перші чоловічі шийні аксесуари, і цьому є чіткі історичні докази, носили китайські солдати в третьому столітті до нашої ери. Солдати теракотова армія, які поховані з Цінь Ши Хуан-ді, першим імператором Китаю, вже тоді носили хустки на шиї. Тоді вони використовувалися, щоб позначити військовий чин, тобто, були частиною обмундирування, служачи ознакою відмінності.
Китайське мистецтво різних років включає описи чоловіків і жінок, які носили облямовані прямокутні частини тканини, подібної сучасним шарфами.